# Espenel
Espenel ist eine französische Gemeinde mit 189 Einwohnern (Stand: 1. Januar 2022) im Tal der Drôme im Département Drôme in der Region Auvergne-Rhône-Alpes. Sie gehört zum Kanton Le Diois und zum Arrondissement Die. Sie grenzt im Westen und Nordwesten an Saillans, im Norden an Vercheny, im Osten an Aurel, im Südosten an Saint-Benoit-en-Diois und im Südwesten an Chastel-Arnaud. Die Bewohner werden Espenélois und Espenéloises genannt.

## Bevölkerungsentwicklung

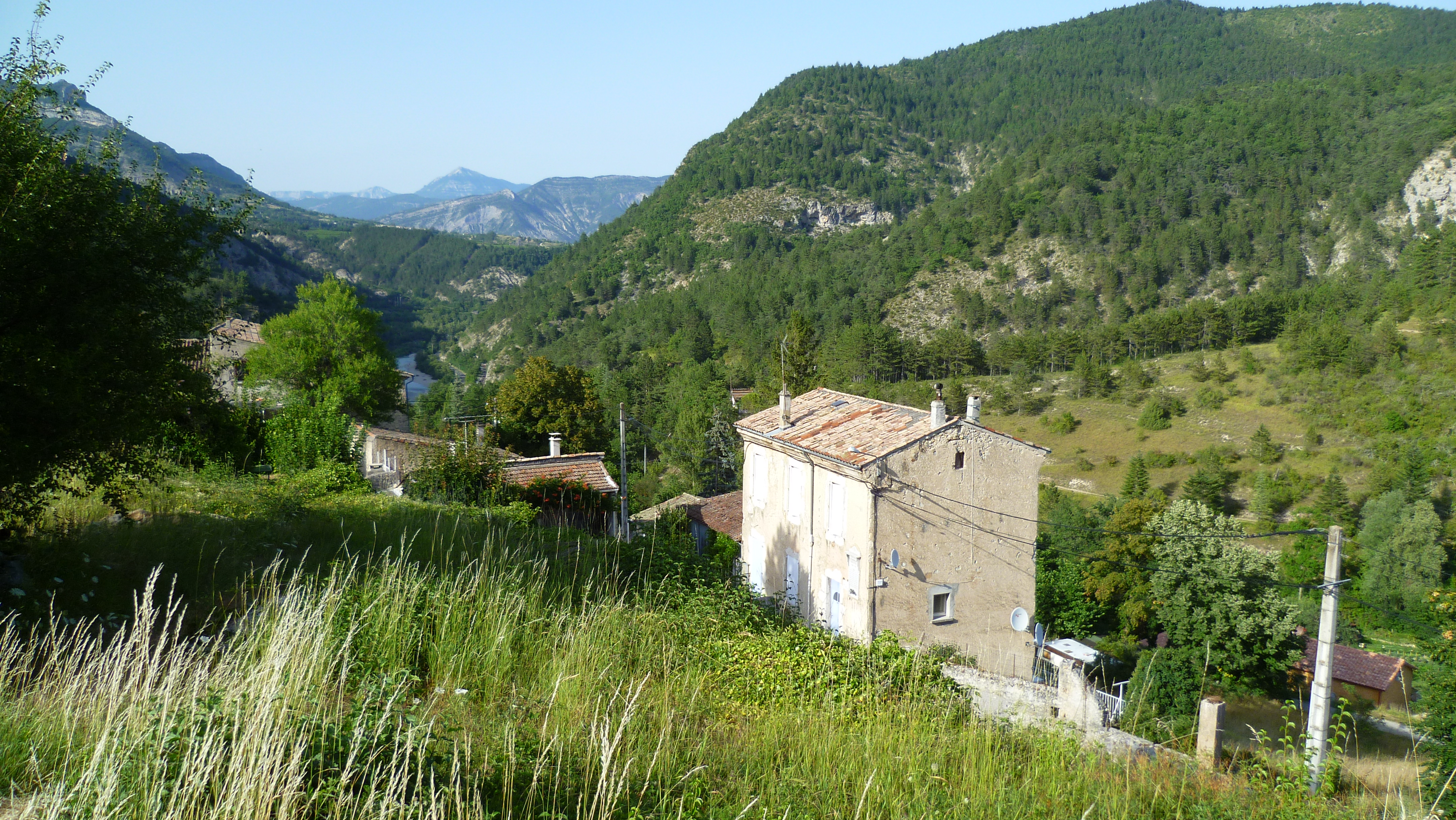
Blick auf Espenel, im Hintergrund die Drôme

| Jahr                       | 1962 | 1968 | 1975 | 1982 | 1990 | 1999 | 2008 | 2018 |
| -------------------------- | ---- | ---- | ---- | ---- | ---- | ---- | ---- | ---- |
| Einwohner                  | 117  | 108  | 92   | 96   | 112  | 119  | 119  | 176  |
| Quellen: Cassini und INSEE |      |      |      |      |      |      |      |      |